# Cantó de Saint-Gervais-les-Trois-Clochers
El cantó de Saint-Gervais-les-Trois-Clochers és un cantó francès del departament de la Viena, situat al districte de Châtellerault. Té 9 municipis i el cap és Saint-Gervais-les-Trois-Clochers.

## Municipis
- Antran
- Leigné-sur-Usseau
- Mondion
- Saint-Christophe
- Saint-Gervais-les-Trois-Clochers
- Sérigny
- Usseau
- Vaux-sur-Vienne
- Vellèches

## Història
| Data d'elecció                           | Identitat       | Partit           | Qualitat |
| ---------------------------------------- | --------------- | ---------------- | -------- |
| 1945-19..                                | M. Braquier     | Radical          |          |
| 19..-1961                                | M. Pichon       | Divers droite    |          |
| 1961-1973                                | M. Legrand      | Radical          |          |
| 1973-1979                                | Michel Montenay | UDR, després RPR |          |
| 1979-1985                                | Bernard Givelet | PS               |          |
| 1985-2011                                | Jacques Boulas  | Divers droite    |          |
| 2011-                                    | Alain Pichon    | Divers droite    |          |
| les dades anteriors no són pas conegudes |                 |                  |          |
|                                          |                 |                  |          |

## Demografia
| A partir de 1990: Població sense dobles comptes |